# Sindrome di Hallermann-Streiff

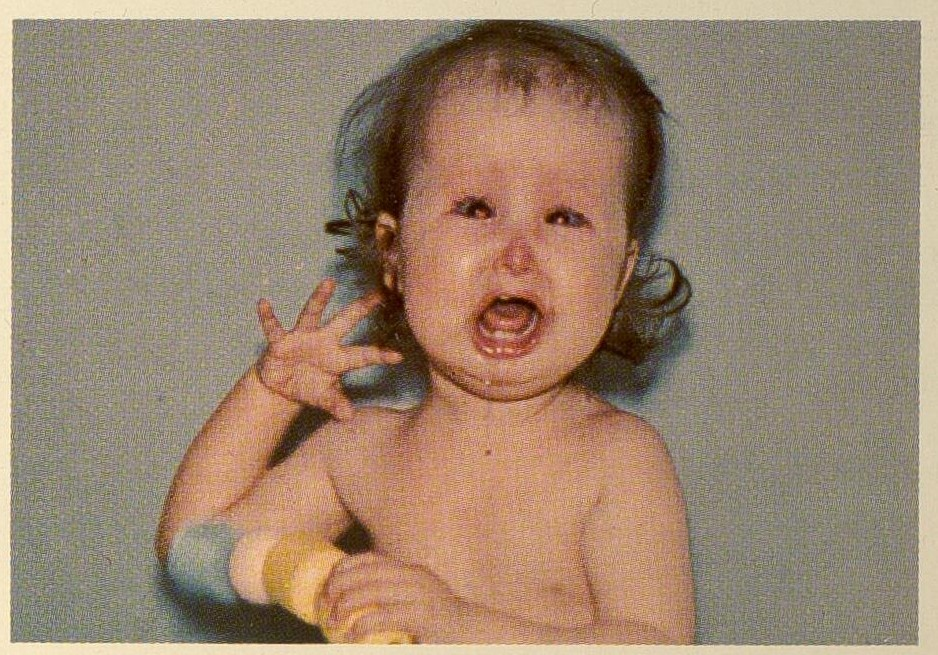
Bambino affetto da sindrome di Hallermann-Streiff

La sindrome di Hallermann-Streiff è una malattia congenita caratterizzata da alterazioni della crescita, dello sviluppo del cranio, dell'odontogenesi e della crescita dei capelli.

## Epidemiologia e storia
È una malattia rarissima: se ne contano meno di 200 casi ufficiali nel mondo. Prende il nome da due oftalmologi, il tedesco Wilhelm Hallermann e l'italo-svizzero Enrico Bernardo Streiff, che per primi descrissero la sindrome nel 1948 e nel 1950 rispettivamente.

## Eziologia
È solitamente dovuta a una mutazione  de novo (non presente nel corredo genetico dei genitori) a carico, presumibilmente, del gene GJA1.

## Clinica

### Segni e sintomi
I pazienti con la sindrome sono in genere di bassa statura e tendono ad avere un'alopecia talvolta localizzata, talvolta generalizzata: essa può interessare anche i peli di viso, arti inferiori e pube. Frequente è il riscontro di manifestazioni oculari quali cataratta (spesso bilaterale), glaucoma e microftalmia. La malattia porta spesso ad apnee ostruttive nel sonno. Possono esserci anche valvulopatie cardiache. L'intubazione dei pazienti Hallermann-Streiff è spesso difficoltosa a causa della loro particolare conformazione fisica a livello della laringe e della trachea; anche la micrognazia è in genere presente. Nella maggior parte dei casi l'intelligenza è normale.

### Diagnosi
La diagnosi è clinica e basata sui sintomi e sulle caratteristiche fenotipiche degli individui affetti dalla sindrome. Nessun test genetico è attualmente disponibile per la malattia di Hallermann-Streiff.

## Trattamento
È necessario garantire un'efficiente respirazione e un'adeguata capacità di ingerire alimenti: per assicurare ciò può essere necessario ricorrere alla tracheostomia. Sono necessarie visite periodiche da un oftalmologo per monitorare i problemi oculari; la cataratta spesso necessita di un intervento chirurgico volto a eliminarla, ma è dimostrato che nel 50% dei soggetti affetti dalla sindrome essa va incontro a remissione spontanea. A seconda della gravità delle anomalie craniofacciali e cardiache, possono rendersi rispettivamente necessari interventi di chirurgia craniofacciale fin dall'infanzia e di cardiochirurgia.